# Балун, Милослав
Милослав Балун (чеш. Miloslav Balun; 14 декабря 1920 года, Тещице, Чехословакия — 25 декабря 1994 года, Вена, Австрия) — фигурист из Чехословакии, бронзовый призёр чемпионата Европы 1954 года, шестикратный чемпион Чехословакии в парном катании.
Выступал в паре с Соней Буряновой (в замужестве Балуновой).

## Карьера
Милослав Балун занимался волейболом[когда?]. В 1948 году он с будущей женой Соней Буряновой стал выступать в парном катании. С 1950 по 1955 годы пара становилась чемпионами Чехословакии. В 1953 году они заняли третье место на чемпионате Европы. В 1963—1964 годах они были консультантами советских тренеров: Москвиной, Тарасовой, Жука. В 1967 году семья переехала в Австрию.

## Семья
Был женат на своей партнёрше Соне. В 1955 году у них родилась дочь Соня, впоследствии фигуристка-одиночница, выступала за Австрию.

## Спортивные достижения
| Соревнования/Сезоны     | 1950 | 1951 | 1952 | 1953 | 1954 | 1955 |
| ----------------------- | ---- | ---- | ---- | ---- | ---- | ---- |
| Чемпионаты Европы       | 6    |      | 6    |      | 3    |      |
| Чемпионаты Чехословакии | 1    | 1    | 1    | 1    | 1    | 1    |